# アルビネーア
アルビネーア（伊: Albinea）は、イタリア共和国エミリア＝ロマーニャ州レッジョ・エミリア県にある、人口約8,800人の基礎自治体（コムーネ）。

## 地理

### 位置・広がり

#### 隣接コムーネ
隣接するコムーネは以下の通り。
- クアットロ・カステッラ
- レッジョ・エミリア
- スカンディアーノ
- ヴェッツァーノ・スル・クロストロ
- ヴィアーノ

### 気候分類・地震分類
アルビネーアにおけるイタリアの気候分類 (it) および度日は、zona E, 2408 GGである。
また、イタリアの地震リスク階級 (it) では、zona 3 (sismicità bassa) に分類される。

## 行政

### 分離集落
アルビネーアには以下の分離集落（フラツィオーネ）がある。
- Borzano, Broletto, Caselline, Ca' de' Duchi, Case Spadoni, Castello Montericco, Albinea Chiesa, Crostolo, Dallarosta, Fondo Oca, Gameda, Il Casone, La Russia, Montericco, Pareto di Sotto, Ponticelli, San Giacomo, Vitala.

## 姉妹都市
- トレプトウ＝ケーペニック区、ドイツ 1997年